# Aleiodes vollenhoveni
Aleiodes vollenhoveni is een vliesvleugelig insect uit de familie van de schildwespen (Braconidae). De wetenschappelijke naam van de soort is voor het eerst geldig gepubliceerd in 1881 door Gribodo. De soort in vernoemd naar de Nederlandse entomoloog Samuel Constantinus Snellen van Vollenhoven.